# إرنست سو
إرنست سو هو عازف بيانو صيني، ولد في 1 يونيو 1978 في هونغ كونغ في الصين.